# Quebra de Confiança
Breach (bra/prt: Quebra de Confiança) é um filme estadunidense de 2007, dos gêneros drama, suspense e espionagem, dirigido por Billy Ray, com roteiro dele, Adam Mazer e William Rotko baseado na história real de Robert Hanssen.

## Sinopse
Breach conta a história do agente Robert Hanssen, protagonista do maior caso de traição da história do FBI, preso e condenado como traidor por ter vendido, durante 20 anos, informações secretas à União Soviética. O processo foi possível graças à atuação do jovem Eric O'Neill, agente designado pelo FBI como assistente de Hanssen para levantar provas de sua culpa.

## Elenco
- Chris Cooper ..... Robert Hanssen
- Ryan Phillippe ..... Eric O'Neill
- Laura Linney ..... Kate Burroughs
- Caroline Dhavernas ..... Juliana O'Neill
- Gary Cole ..... Rich Garces
- Dennis Haysbert ..... Dean Plesac
- Kathleen Quinlan ..... Bonnie Hanssen
- Bruce Davison ..... John O'Neill
- Jonathan Watton ..... Geddes